# Favosipora holdsworthii
Favosipora holdsworthii är en mossdjursart som först beskrevs av Busk 1875.  Favosipora holdsworthii ingår i släktet Favosipora och familjen Densiporidae. Inga underarter finns listade i Catalogue of Life.